# Королівський військовий коледж у Сандгерсті
Королівський військовий коледж у Сандгерсті (англ. Royal Military College, Sandhurst; (RMC) — вищий військовий навчальний заклад Британської армії, що існував з 1801 до 1939 року. Коледж розташовувався спочатку у Грейт-Мерлоу та Хай-Вікомб до жовтня 1812 року, згодом був переведений до Сандгерст, Беркшир. Вищий військовий навчальний заклад призначався для підготовки піхотних та кавалерійських офіцерів Британської та Індійської армій. Напередодні Другої світової війни Королівський коледж був реорганізований, однак частка його навчальних елементів продовжувала діяти у Сандгерсті та Олдершоті до 1947 року, доки Королівський військовий коледж не об'єднали з Королівською військовою академією у Вуліджі, яка стала іменуватися Королівська військова академія в Сандгерсті.

## Відомі випускники Королівського військового коледжу
- Вільям Денісон (1825—1826) — британський колоніальний адміністратор, лейтенант-губернатор Землі Ван-Дімена (1847—1855, нинішня Тасманія), губернатор Нового Південного Уельсу (1855—1861) і губернатор Мадраса (1861—1866);
- Едуард Саксен-Веймар-Ейзенахський (1840—1841) — британський фельдмаршал, учасник Кримської війни;
- Фредерік Робертс (1850—1851) — британський фельдмаршал, учасник придушення повстання сипаїв, англо-ефіопської, другої англо-афганської та другої англо-бурської війн;
- Фредерік Артур Стенлі (1861—1862) — британський політик, шостий генерал-губернатор Канади;
- Альфонс XII (1876) — король Іспанії (1874—1885);
- Герберт Пламер (1875—1876) — британський фельдмаршал, учасник придушення повстання Махді, другої війни Матабеле, другої англо-бурської та Першої світової воєн;
- Джон Гоуп (1878—1879) — британський політик, перший генерал-губернатор Австралії;
- Чарльз Фергюссон (1879—1880) — британський політик, третій генерал-губернатор Нової Зеландії;
- Едмунд Алленбі (1880—1882) — британський фельдмаршал, учасник другої англо-бурської та Першої світової воєн;
- Дуглас Гейґ (1884—1885) — британський воєначальник, фельдмаршал Британської армії, учасник Другої англо-бурської та Першої світової війн;
- Вінстон Черчилль (1894) — британський політик, державний діяч Великої Британії, письменник, найбільше відомий як прем'єр-міністр цієї країни у роки Другої світової війни, лауреат Нобелівської премії з літератури 1953 року;
- Александр Кембридж (1894) — британський політик, воєначальник, майор-генерал, 4-й генерал-губернатор Південно-Африканського Союзу і 16-й генерал-губернатор Канади;
- Арчибальд Вейвелл (1900—1901) — британський воєначальник, фельдмаршал Британської армії, учасник Другої англо-бурської, Першої та Другої світової війн, 24-й віце-король Індії;
- Клод Окінлек (1902—1903) — британський воєначальник, фельдмаршал Британської армії, учасник Першої та Другої світової війн;
- Бернард Монтгомері (1907—1908) — британський воєначальник, фельдмаршал Британської армії, учасник Першої, Другої світової, а також війни за незалежність Ірландії;
- Александер Гаролд (1911—1912) — британський воєначальник, фельдмаршал Британської армії, учасник Першої та Другої світової війни, 16-й генерал-губернатор Канади;
- Освальд Мослі (1914) — британський політик, засновник Британського союзу фашистів;
- Кодандера Карріаппа (1918—1919) — індійський воєначальник, перший фельдмаршал Індійської армії, учасник Другої світової та Першої індо-пакистанської війн;
- Генрі, герцог Глостерський (1919) — британський політик, генерал-губернатор Австралії (1945—1947);
- Айюб Хан (1926—1927) — пакистанський військовий та політичний діяч, президент Пакистану (1958—1969), фельдмаршал, головнокомандувач Збройних сил Пакистану;
- Ян Флемінг (1927) — британський письменник і журналіст, автор романів про супершпигуна Британської таємної служби Джеймса Бонда;
- Дейвід Нівен (1930) — британський та шотландський кіноактор, працював у Голлівуді, спеціалізуючись на ролях британських аристократів;